# Xây dựng (báo)
Xây dựng là cơ quan ngôn luận trực thuộc Bộ Xây dựng Việt Nam. Tờ báo thực hiện nhiệm vụ thông tin về các hoạt động quản lý nhà nước, chính sách, pháp luật và sự phát triển của ngành xây dựng.

## Lịch sử
Xây dựng phát hành bản in đầu tiên vào ngày 24 tháng 3 năm 1998. Năm 2000, tờ báo cho ra thêm ấn phẩm Xây dựng & Đời sống và đến ngày 18 tháng 6 năm 2007 thì phiên bản báo điện tử chính thức ra mắt với tên miền baoxaydung.com.vn. Từ năm 2010, Xây dựng tiếp tục phát hành các ấn phẩm chuyên đề như Xây dựng và Pháp luật, Bất động sản và Vật liệu xây dựng, và các chuyên trang điện tử như Pháp luật và Xây dựng, Xây dựng và Đời sống.
Năm 2013, báo điện tử được cập nhật giao diện đa nền tảng với hai phiên bản tiếng Việt – tiếng Anh và sáu năm sau thì một phiên bản hiện đại hơn ra mắt với tính năng đọc tự động, tích hợp đa phương tiện như video, hình ảnh, infographic. Theo Quyết định số 1422/QĐ-BXD cuối năm 2022, Báo Xây dựng là kênh thông tin chính thống của Bộ Xây dựng, thực hiện chức năng thông tin, tuyên truyền chính sách pháp luật và hoạt động của ngành, đồng thời phản ánh tin tức trong nước và quốc tế liên quan đến vấn đề phát triển kinh tế xã hội nói chung và lĩnh vực xây dựng nói riêng.
Tính đến năm 2023, ấn phẩm đã phát triển thành một tòa soạn đa phương tiện, dần áp dụng công nghệ trí tuệ nhân tạo (AI), phát triển mạnh các nền tảng mạng xã hội như Facebook, TikTok, YouTube để tiếp cận độc giả. Tại thời điểm này, cơ quan ngôn luận có cơ cấu gồm 14 đơn vị trực thuộc cùng các văn phòng đại diện tại nhiều vùng như Thành phố Hồ Chí Minh, Đà Nẵng, Khánh Hòa, Duyên hải Bắc Bộ, Đồng bằng sông Cửu Long, Đông Nam Bộ. Sau quá trình hợp nhất với Báo Giao thông trong đợt cải cách thể chế 2024-2025, Xây dựng chỉ còn xuất bản báo giấy một kỳ mỗi tuần.
Xây dựng hợp tác với cơ quan báo chí nước ngoài, đặc biệt là với Báo Tin tức Kỹ thuật và Xây dựng Nhật Bản. Ngoài ra, báo còn từng ký kết trao đổi nghiệp vụ với Liên đoàn Báo chí Thái Lan, Hội Nhà báo Campuchia và một số đơn vị trong nước. Ngoài ra ấn phẩm cũng từng tổ chức quyên góp ủng hộ đồng bào bị lũ lụt miền Trung (2020) và chương trình giao lưu như Giải bóng đá Xây dựng mở rộng năm 2019 với sự tham gia của các cơ quan trong ngành.